# Usine Stellantis de Trémery
SMAE Trémery
Principal site de production de moteurs du Groupe Stellantis, l'usine Stellantis de Trémery a été ouverte en 1979 par Citroën ; avec l'usine de  boîtes de vitesses de Metz-Borny, elle formait la filiale Société de Mécanique Automobile de l'Est (SMAE).
Le site est situé sur la zone industrielle de Garolor-eurotransit à proximité des autoroutes A4 et A31, à cheval sur les communes d'Ennery, Ay-sur-Moselle et Trémery.

## De l'essence au diesel
En 1979-1980, PSA décide d’étoffer son potentiel industriel en construisant deux usines supplémentaires : Trémery pour la fabrication des moteurs, et Valenciennes pour les boîtes de vitesses. Moins de 18 mois sont nécessaires pour la création et la mise en service
de ces nouvelles usines dont le coût d’investissement atteint 6 milliards de francs.
Initialement le site produit des moteurs essence avant que la demande en moteurs diesel progresse dans les années 1980 à la faveur d'une fiscalité avantageuse. De 1979 à 1989, la production passe progressivement à 1 million de moteurs par an, avec une proportion égale de moteurs essence et diesel. Ce chiffre se stabilise jusqu'en 1997, mais la proportion du diesel passe alors à 75 % de la production. Entre 1998 à 2001, le site connaît une très forte croissance (+ 66 %) pour atteindre en 2001 le niveau record de 1 753 000 moteurs, grâce au succès des HDi. La part du diesel augmente constamment et représente à cette date 83 % de la production. Trémery devient le plus gros établissement industriel de Lorraine. Le 27 mars 2002, le site fête la sortie de son 20 000 000e moteur (soit 14 000 342 moteurs diesel et 5 999 658 moteurs essence).
La production se monte en 2005 à 8 000 moteurs par jour. Le 18 janvier 2005, le centre produit son 25 millionième moteur. Premier site mondial de fabrication de moteurs Diesel, il emploie 3 886 salariés au 31 mars 2009.

## Du diesel à l'électrique
Le site inaugure la famille de moteurs HDi Diesel à injection directe. Ses 4 lignes de montage produisent les diesel des familles DW et DV ainsi que les moteurs essence 3 cylindres (EB) qui équipent les nouvelles gammes Peugeot et Citroen. PSA Tremery ne produit plus les moteurs essence EW, qui équipent encore la majorité des modèles du groupe PSA. Ils ont succédé aux moteurs essence XU et diesel  XUD[Quand ?].
En 2007, les 4 100 salariés de cette usine produisent 1,74 million de moteurs.
Le 24 avril 2008, PSA annonce un investissement de 300 millions d'euros pour produire 600 000 moteurs essence 3 cylindres atmosphérique par an (EB0 & EB2). Avec un poids annoncé de 60 kg, il sera 25 kg plus léger que la génération antérieure et permettra de combler l'absence de modèle de basse cylindrée comparable à l'ancien moteur TU, qui avait contraint PSA à équiper les C1 et 107 d'un moteur Toyota, lui aussi à 3 cylindres. La direction de PSA annonce la création de 500 emplois indirects pour 2011 sur ce site. Disponible en série à partir de 2012, ce 3 cylindres a des dérivés turbo plus puissants, de 110 (EB2DT) à 130 chevaux (EB2DTS), lancés en 2013 à la Française de Mécanique.
En 2015, PSA confie à Trémery la production de 200 000 moteurs trois cylindres EB turbo à partir de 2018, le site prenant la transition du diesel (82 % de sa production 2014) vers les motorisations essence. Alors que dans les années 2000, Thierry Peugeot s’était opposé à la création en Pologne d’une usine de moteurs pour protéger l’emploi dans l’est de la France, le site l'emporte sur le plan économique grâce à sa logistique performante. La baisse de la part de véhicules diesel (73 % en 2012 contre 52% en 2015 en France) au profit des moteurs essence conduit PSA à rééquilibrer ses capacités dans ses usines de moteurs.
En décembre 2017, la filiale Leroy-Somer de l'équipementier japonais Nidec conclut un accord avec Groupe PSA pour créer une coentreprise de moteurs électriques devant être produits à compter de 2022 à Trémery.
Alors qu'en 2017 l'usine a établi un record historique avec 1,92 million de moteurs produits, dont 81,5 % (1,565 million) de diesels, la chute spectaculaire des ventes de diesel en Europe (passés en France de 64 % à 39 % entre 2014 et 2018) et les nouvelles normes européennes de réduction de gaz à effet de serre décident PSA à réduire rapidement à Trémery la production de moteurs thermiques, pour développer celle de moteurs électriques. soit de véhicules hybrides rechargeables, soit totalement électriques, avec un objectif annuel de 900 000 unités dès 2025, et un premier palier de 30 moteurs par jour en juillet 2019.
En 2022, l'usine produit 1,1 million de moteurs par an, dont 67 % de moteurs diesel, 18 % à essence, et 15 % électriques.

## Emotors
Entretemps, la fusion de PSA et de FIAT Chrysler a conduit à la création du groupe Stellantis en décembre 2019 : en décembre 2022 la nouvelle usine est inaugurée, désormais Emotors, coentreprise de Stellantis et de Nidec.
La ligne de production 2, consacrée aux groupes motopropulseurs (GMP) électriques, doit permettre de passer de 170 000 unités fabriquées en 2021, à 500 000 en 2023, pour atteindre 50 % de la production totale de l’usine en 2024, et notamment un GMP de génération 2, qui doit équiper 16 modèles du groupe Stellantis (ë-C3, e-208, e-2008...).
Ces différentes évolutions s'accompagnent toutefois de fortes réductions de personnel : alors que Trémery comptait encore 2 350 salariés en 2022, seuls 700 seront encore présents en 2024).